# Synagoge (Olnhausen)

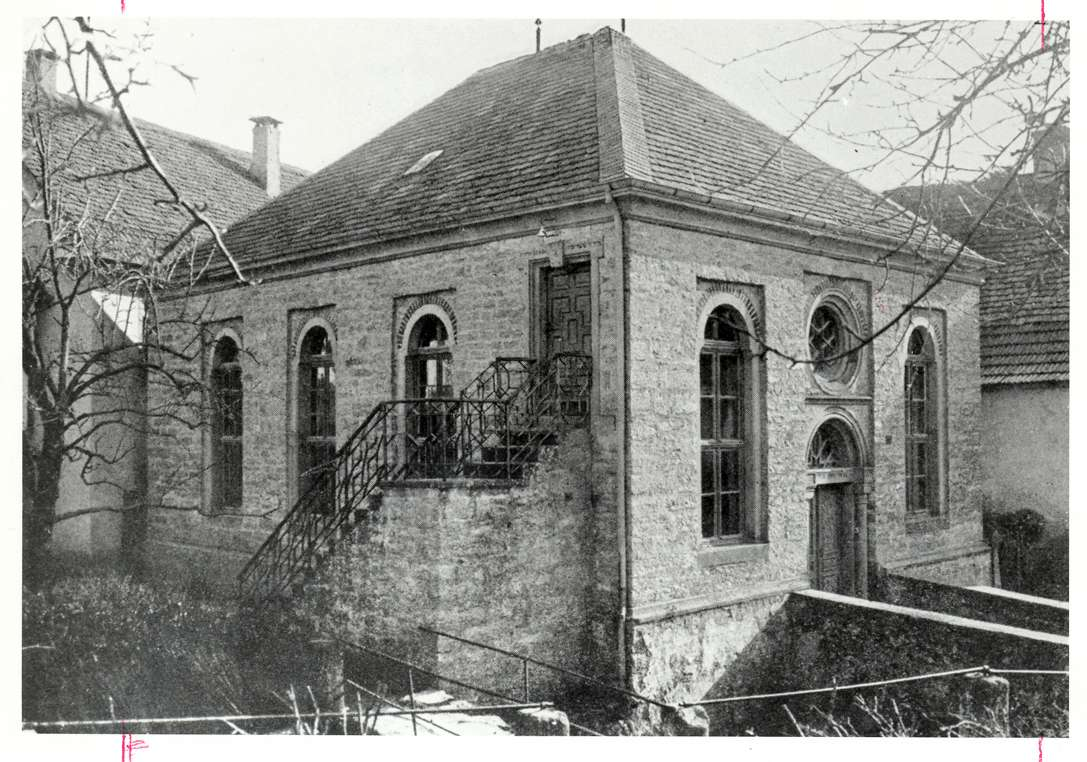
Synagoge Olnhausen (1932), Foto beim Landesarchiv Baden-Württemberg

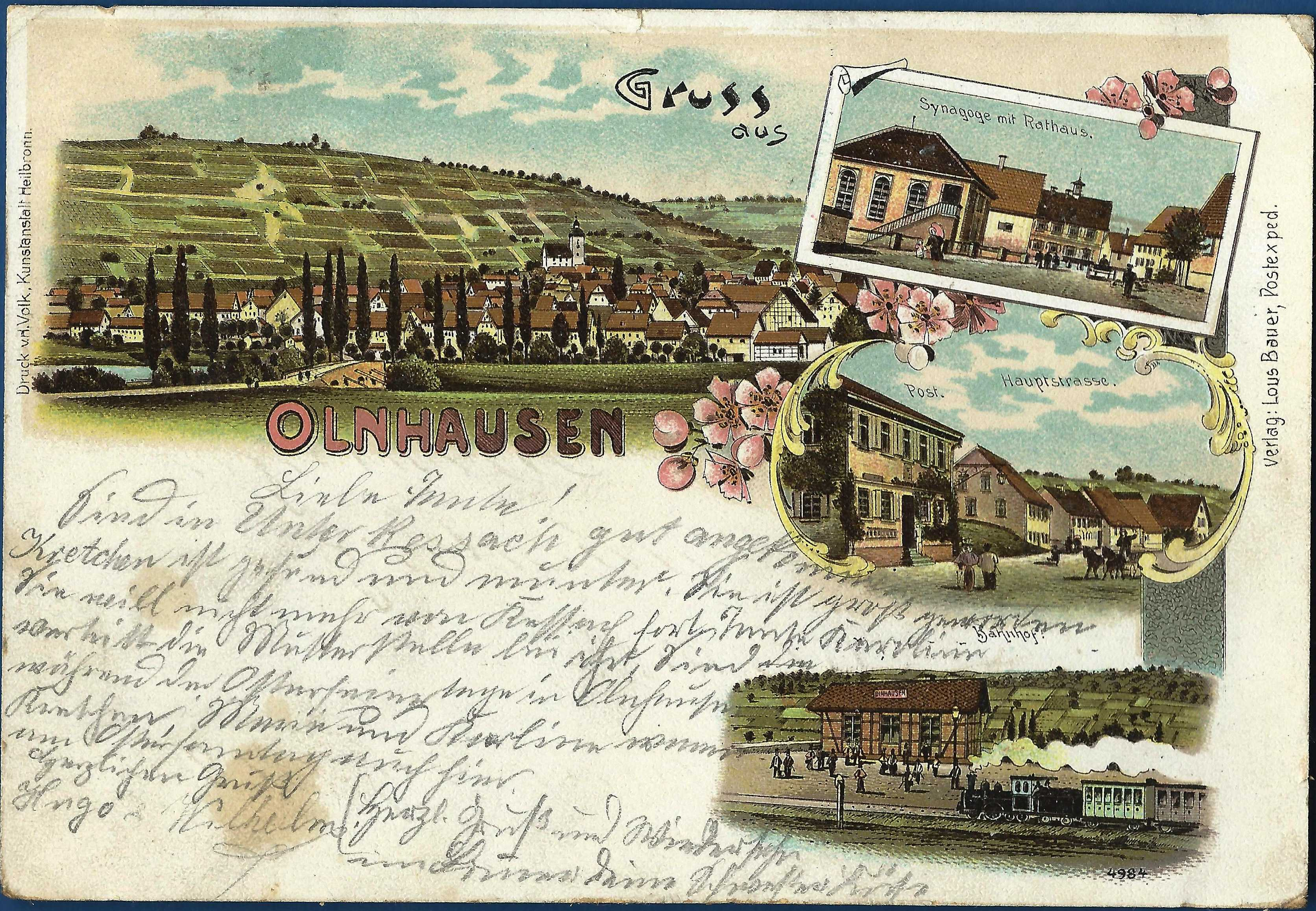
Postkarte von Olnhausen mit der Synagoge (rechts oben)

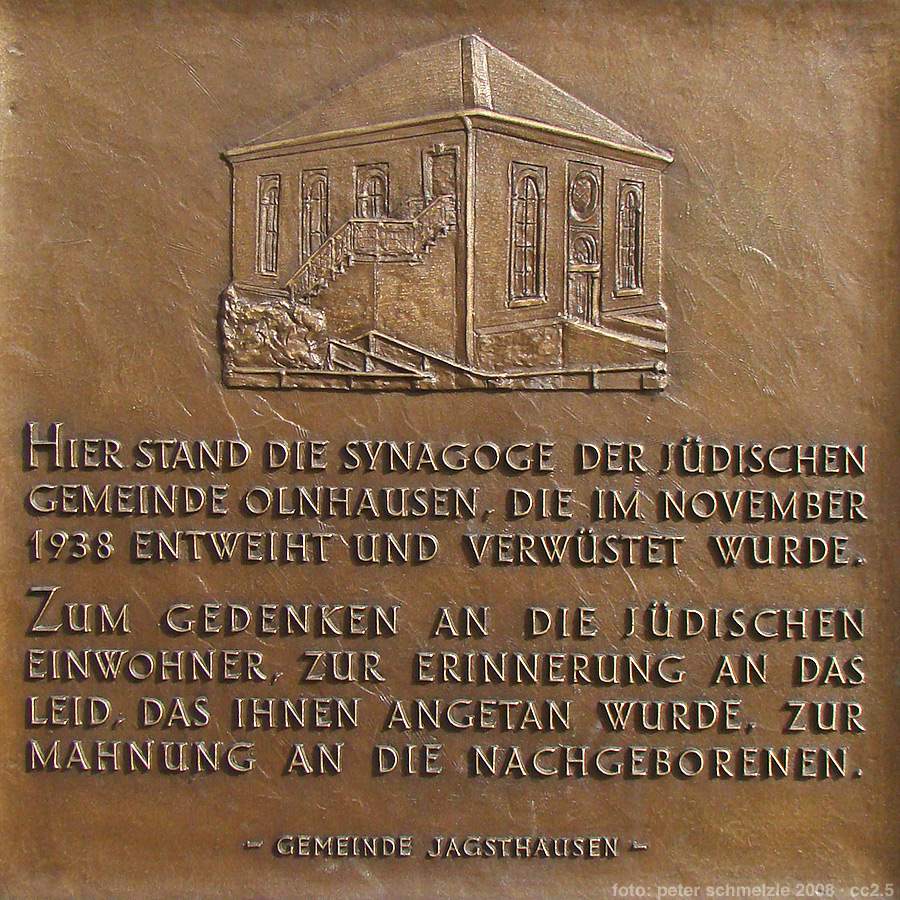
Synagogen-Gedenktafel

Die Synagoge in Olnhausen, einem Ortsteil der Gemeinde Jagsthausen im Landkreis Heilbronn in Baden-Württemberg, wurde 1881 errichtet. Die Synagoge stand an der Rathausstraße 42.

## Geschichte
Nachdem die 1772/73 erbaute Synagoge baufällig geworden war, wurde nach den Plänen des Neckarsulmer Amtsbaumeisters Lell der Neubau der Synagoge im Sommer 1881 ausgeführt.
Die Synagoge hatte knapp 50 Sitzplätze für Männer und weitere Plätze für Frauen auf der Empore. Den Türsturz des Eingangs der alten Synagoge verwendete man auch im Neubau, sodass über dem Eingang weiterhin die Jahreszahl 1772 stand, sowie die hebräische Inschrift aus Psalm 118,19: „Tut mir auf die Tore der Gerechtigkeit…“
Ende der 1920er Jahre hatte sich die Zahl der jüdischen Gemeindemitglieder durch Wegzug bis auf sieben Familien und einige alleinstehende Personen verringert. Der notwendige Minjan für den Gottesdienst kam nur noch am Schabbat und an Feiertagen zusammen. Der Handelsmann Nathan Gutmann, der Gemeinderat der bürgerlichen und Vorsteher der jüdischen Gemeinde war, versah ehrenamtlich seit 1914 den Dienst als Vorbeter.
Beim Novemberpogrom 1938 wurde die Inneneinrichtung der Synagoge durch auswärtige Nationalsozialisten demoliert. Bis 1972 diente das Gebäude als Lager und Scheune. Danach wurde auf dem Grundstück eine Sparkassenfiliale errichtet. Nachdem diese geschlossen wurde, ist das Sparkassengebäude zu einem Wohn- und Bürogebäude umgebaut worden. Im Jahr 2006 wurde das Grundstück mit einem neuen Wohnhaus überbaut.

## Gedenken
Im November 2007 wurde in Anwesenheit des früheren Bundespräsidenten Roman Herzog, der in zweiter Ehe mit Alexandra Freifrau von Berlichingen verheiratet war und auf Schloss Jagsthausen wohnte, eine neue Gedenktafel zur Erinnerung an die ehemalige Synagoge enthüllt.